# Cái chết của Mahsa Amini
Vào ngày 16 tháng 9 năm 2022, một phụ nữ 22 tuổi người Iran tên là Mahsa Amini (tiếng Ba Tư: مهسا امینی), cũng gọi là Jina Amini hoặc Zhina Amini (tiếng Ba Tư: ژینا امینی, tiếng Kurd: ژینا ئەمینی), chết ở Tehran, Iran, trong tình trạng đáng ngờ, được cho là do sự tàn bạo của cảnh sát.
Tuần tra hướng dẫn, cảnh sát đạo đức củaBộ chỉ huy thực thi pháp luật của Iran, đã bắt giữ Amini vì không đeo khăn trùm đầu trong phù hợp với tiêu chuẩn của chính phủ. Cảnh sát cho biết cô đột ngột lên cơn trụy tim tại một nhà ga, ngã xuống sàn và chết sau hai ngày hôn mê. Những người chứng kiến và những phụ nữ bị giam giữ cùng Amini cho biết cô đã bị đánh đập nghiêm trọng, ngoài các bản chụp quét y tế bị rò rỉ, đã khiến các quan sát viên độc lập chẩn đoán xuất huyết não và đột quỵ.
Cái chết của Amini dẫn đến một loạt các cuộc biểu tình quy mô lớn trên khắp đất nước, thu hút sự chú ý của quốc tế, bao gồm một tuyên bố của Cao ủy Liên Hợp Quốc về người tị nạn, tập trung vào bạo lực chống lại phụ nữ ở Cộng hòa Hồi giáo Iran. Một số nhà lãnh đạo, tổ chức và những người nổi tiếng trên khắp thế giới đã lên án vụ việc là một ví dụ về việc lạm dụng phụ nữ có hệ thống của cảnh sát đạo đức của Iran và bày tỏ tình đoàn kết với những người biểu tình. Bộ Tài chính Hoa Kỳ còn áp đặt các biện pháp trừng phạt đối với cảnh sát đạo đức và các nhà lãnh đạo Iran trong các tổ chức an ninh khác nhau.
Để đối phó với các cuộc biểu tình, chính phủ Iran không chỉ đàn áp các cuộc biểu tình, bắn những người biểu tình bằng đạn ghém và các viên kim loại, triển khai hơi cay và vòi rồng, và chặn quyền truy cập vào nhiều ứng dụng bao gồm Instagram và WhatsApp, đồng thời hạn chế khả năng truy cập internet để giảm khả năng tổ chức của những người biểu tình. Đây có thể là những hạn chế nghiêm ngặt nhất về internet ở Iran kể từ năm 2019, khi internet bị đóng cửa hoàn toàn.

## Biểu tình

### Trên đường phố

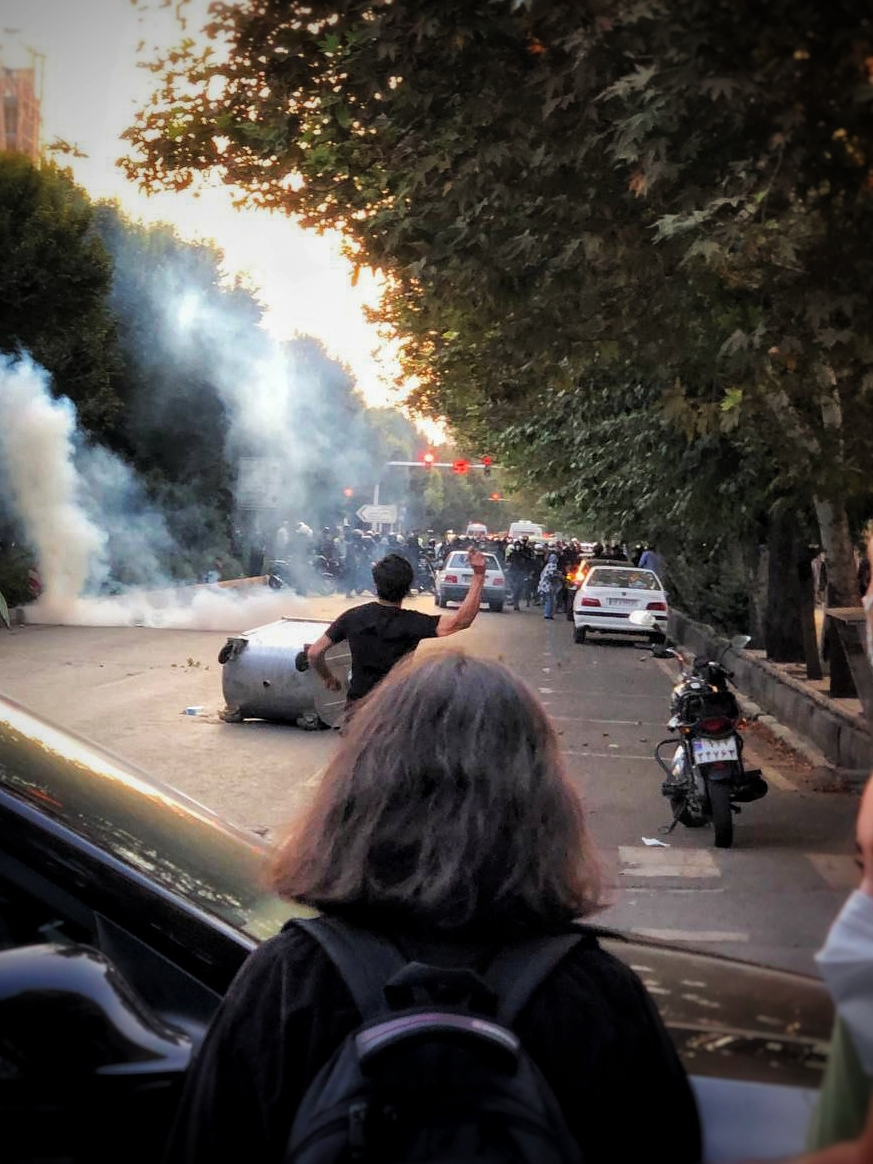
Người biểu tình tại Keshavarz Blvd,Tehran

Vào ngày 17 tháng 9 vài giờ sau cái chết của Mahsa Amini nhiều nhóm biểu tình đã tập trung tại bệnh viện Kasra ở Tehran, nơi Amini thiệt mạng. Nhiều nhóm nhân quyền đã báo cáo rằng các lực lượng an ninh đã được triển khai để trấn áp họ bằng hơi cay. Một số đã bị bắt giữ. Sau đó một loạt các cuộc biểu tình bùng nổ tại các địa điểm như Saqqez, quê nhà của Amini.Những người biểu tình hô vang các khẩu hiệu như "Cái chết cho những kẻ độc tài". Những nhóm nữ giới người Kurd cũng sử dụng nhiều khẩu hiệu như "Phụ nữ, cuộc sống, tự do"
Phát ngôn viên của Hengaw ,một nhóm nhân quyền Kurdistan nói rằng "Các cơ quan an ninh đã buộc gia đình Amini tổ chức tang lễ mà không có bất kỳ nghi lễ nào để ngăn chặn căng thẳng". Các tổ chức xã hội người Kurd cũng báo cáo rằng họ là nạn nhân cho các hành động phân biệt đối xử nhắm vào người Kurd.
Từ ngày 18 tháng 9 những cuộc biểu tình và tuần hành diễn ra ngày qua ngày tại nhiều thành phố. Đường phố Sanandaj ngày chủ nhật đã gần như tràn ngập người biểu tình. Lực lượng an ninh đã rải rác khắp thành phố sau một đêm trong những cuộc biểu tình chống lại những quy định nghiêm ngặt về trang phục của Cộng hòa Hồi giáo Iran.
Cũng theo nhóm nhân quyền Hengaw lực lượng phòng vệ đã xả súng vào một đoàn người biểu tình tại Kurdistan ngày 19 tháng 9 khiến từ hai đến năm người thiệt mạng tại Saqqez; và hai thị trấn tại Dehgolan và Divandarreh. Những cuộc biểu tình quy mô lớn lan rộng ra nhiều thành phố tại Tehran, Rasht, Esfahan, Karaj, Mashhad, Sanandaj, Saqqez, Ilam,và các thành phố khác, cảnh sát đặc biệt của chính phủ Iran đã phản ứng cứng rắn trước các cuộc biểu tình này, hậu quả là khiến là nhiều người bị thương, và một số nhà hoạt động chính trị bị bắt.
Vào ngày 20 tháng 9 những cuộc biểu tình và tuần hành tiếp diễn tại Tehran, Sari, Tabriz, Mashhad, Qom, Kerman, Hamedan, Sanandaj và Kish .Tại nhiều thành phố dòng người hô vang khẩu hiệu phản đối việc đội khăn trùm đầu bắt buộc và nguyên tắc của chính phủ Hồi giáo. Ở Sari, phụ nữ đốt khăn trùm đầu trên đống lửa để ăn mừng .Những cuộc biểu tình cũng diễn ra ở các quốc gia ngoài Iran như tại các thành phố Toronto, Istanbul, London và một số thành phố khác tại châu Âu và Hoa Kỳ để lên án tội ác của chính phủ Hồi giáo Iran đối với phụ nữ. Chính phủ Iran cũng đã thừa nhận rằng ba người đã thiệt mạng trong các cuộc biểu tình.
Ngày 22 tháng 9, những người biểu tình tại Tehran và nhiều thành phố khác đã đốt phá làm cho nhiều đồn cảnh sát và xe ô tô bốc cháy.
Theo các tổ chức nhân quyền tại Iran, vào ngày 25 tháng 9 đã có ít nhất 54 người bị giết và hàng trăm phụ nữ bị chính quyền giam giữ và tra tấn.

### Trên các mạng xã hội
Cái chết của Amini đã gây nên làn sóng phẫn nộ lan rộng trên khắp các mạng xã hội. Hastag #MahsaAmini trở thành một trong những hastag được sử dụng nhiều nhất trên Twitter tiếng Ba tư. Số lượt Tweet và Retweet của những hastag này đã lên đến ngưỡng xấp xỉ 80 triệu lượt. Một số người phụ nữ Iran đăng tải những video họ tự cắt tóc của mình trong khi tham gia cuộc biểu tình. Vào ngày 21 tháng 9 chính phủ Iran đã chặn truy cập đối với hai mạng xã hội là Instagram và WhatsApp. Cùng với đó là ngừng hỗ trợ dịch vụ mạng Internet đối với Kurdistan và một số vùng khác tại Iran để cố gắng làm dịu đi tình hình. Ngày 24 tháng 9, Hastag #Mahsa_Amini và các nội dung tương tự kèm theo bằng tiếng Ba Tư đã phá kỷ lục Twitter với hơn 80 triệu lượt tweet.

## Trừng phạt
Sau cái chết của Amini và các cuộc biểu tình liên quan, các quốc gia và thực thể như Hoa Kỳ, Canada, Vương quốc Anh và Liên minh châu Âu đã trừng phạt Iran về các vi phạm nhân quyền liên quan đến cái chết của Amini và các cuộc biểu tình sau đó.